# Dům armády (Trenčín)
Dům armády v Trenčíně (slovensky Dom armády, též historicky jako Posádkový klub/Posiadkový klub) se nachází jižně od centra města, na adrese Hviezdoslavova 205. Slouží víceméně jako víceúčelový kulturní dům.
Dům je součástí moderní části města. Ve východní části přiléhá k řadě panelových domů s parterem a obchody, v části západní potom k budově evangelického kostela. Z jižní strany je rozlehlý areál napojen na budovu pojišťovny UNION.

## Popis
Jedná se o rozsáhlý objekt, který opticky tvoří několik celků. Nápadné je hlavně obložení z desek z bílého kamene. Ve své době byl pozdně modernistický palác považován za třetí nejkrásnější kulturní statek v Československu.
Jeho součástí je také velký sál, který slouží pro divadelní představení. Ve své době byl moderně vybaven – disponoval klimatizací, ale také výtvarným ateliérem, klubovnou nebo knihovnou. 

## Historie

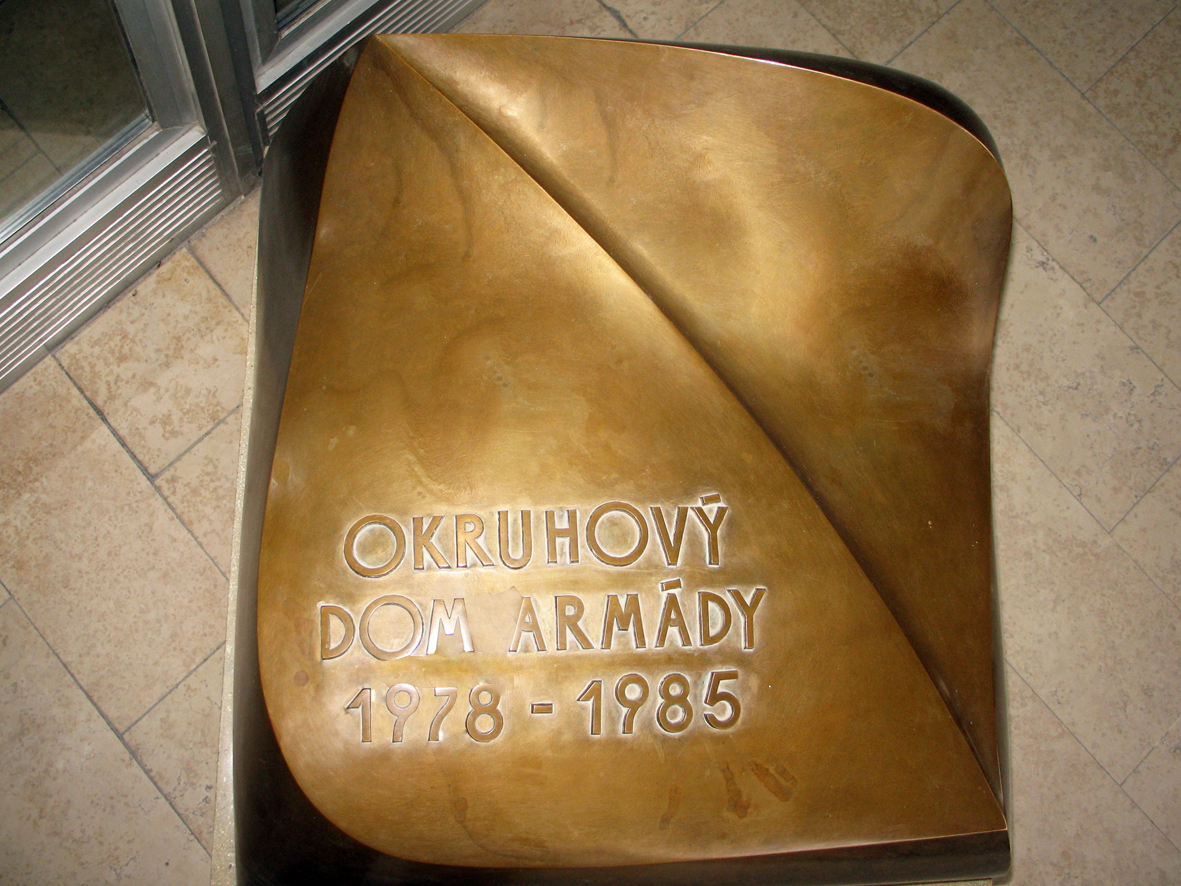
Základní kámen.

V souvislosti s přestavbou Hviezdoslavovy ulice byly zbourány staré domy a měly zde vzniknout zcela nové objekty. Jedním z nich byl i tehdy okruhůvý dům armády, pro který bylo rozhodnuto strhnout rohový dům na Hviezdoslavově a Jaselské ulici. Vítězný projekt budovy připravili architekti Dušan Bálent, Ivan Kočan a Eduard Horváth. Za projekt dostali cenu Dušana Jurkoviče v roce 1985. Stavební práce byly zahájeny roku 1978.
Budova byla dokončena a dána do užívání v roce 1985. Slavnostní otevření se uskutečnilo za přítomnosti vysokých předstvitelů ČSLA.
Rozlehlý objekt, který neodpovídá potřebám slovenské armády se stal předmětem diskuze mezi představiteli Ministerstva obrany a představiteli Trenčínského kraje. Ti měli zájem o jeho transformaci v rozsáhlé kulturní centrum. Ministerstvo nicméně odmítlo objekt prodat.
V roce 2015 začalo do budovy výrazněji zatékat.
Až do roku 2021 byl dům armády uzavřený pro veřejnost a nekonaly se zde žádné kulturní akce. To se potom změnilo a vlastník budovy přislíbil investici ve výši 10 milionů eur na jeho obnovu.